# Murat II
Murat II (Amasya, juni 1404 - Adrianopel, 3 februari 1451) was sultan van het Ottomaanse Rijk van 1421 tot 1451, behalve van 1444 tot 1446. Hij was de zesde Ottomaanse sultan. In het Arabisch schrift is zijn naam: مراد الثاني.
Tijdens Murats regering was het Ottomaanse Rijk vrijwel voortdurend in oorlog met de christelijke landen op de Balkan, het Byzantijnse Rijk en een aantal zelfstandige Turkse emiraten in Anatolië.
Op jonge leeftijd was Murat al onderkoning over een deel van Klein-Azië. Toen hij 18 was stierf zijn vader, de sultan Mehmet I, en werd hij uitgeroepen tot sultan. De jongste broer van zijn vader Mustafa Çelebi, die naar Constantinopel was gevlucht, werd nu door de Byzantijnse keizer gesteund om de nieuwe sultan te worden. Deze Mustafa wist al snel een groot deel van het Europese deel van het Rijk in handen te krijgen, en riep zichzelf uit tot sultan van Adrianopel. Daarna stak hij de Dardanellen over naar Azië, daar werd hij door zijn troepen in de steek gelaten, gevat en opgeknoopt.
Nu richtte Murat zich op de Byzantijnen. Vanaf 1422 belegerde hij Constantinopel twee jaar, tot de dood van keizer Manuel II. Met de nieuwe Byzantijnse keizer, Johannes VIII, sloot hij een vredesverdrag. Daarna voerde Murat oorlog met de christelijke landen op de Balkan. In 1430 veroverde hij Thessaloniki, waarbij een groot deel van de bevolking werd uitgemoord. Deze daad bracht hem in oorlog met Venetië, dat eerder Thessaloniki bescherming beloofd had. Ook annexeerde Murat Epirus en Thessalië, en maakte van Albanië een vazalstaat.
Er volgde een slepende oorlog tegen de Hongaren en Serven op de Balkan. Zijn voornaamste tegenstander was de Hongaarse generaal János Hunyadi. Deze wist de Turken keer op keer te verslaan en verdreef ze tussen 1441 en 1444 uit Servië, Wallachije en delen van Bulgarije. In 1444 werd Murat gedwongen bij Szeged een 10-jarig bestand te tekenen, waarin hij George Brancović als koning van Servië erkende. Aangeslagen door de dood van zijn oudste zoon Ala-ud-din, besloot hij troonsafstand te doen ten gunste van zijn 14-jarige jongere zoon Mehmet, en zich terug te trekken in Magnesia om zich alleen nog bezig te houden met religieuze studie. De Hongaren en Polen zagen hierin een kans de Turken eens en voor altijd uit Europa te verdrijven en vielen Thracië binnen, daarbij het verdrag schendend. De strijd verliep slecht voor de Turken en Mehmet riep zijn vader op de leiding over het leger te nemen. Op 10 november 1444 wist Murat zijn tegenstanders in de slag bij Varna verpletterend te verslaan. De Poolse koning Władysław III sneuvelde en Hunyadi kon ternauwernood vluchten. Daarop trok Murat zich weer terug.
Een opstand van de Janitsaren dwong Murat in 1446 het sultanaat weer op te nemen. Hij voerde daarna nog oorlogen tegen de Hongaren (1448), de Turkse emiraten Karaman en Çorum-Amasya en tegen de Mongoolse krijgsheer Sjah-Rukh. In 1451 stierf hij in Adrianopel, hij werd in Bursa begraven. Zijn opvolger was zijn zoon Mehmet II.